# أنظمة الحاسوب ذات القدرة على تحمل الخلل

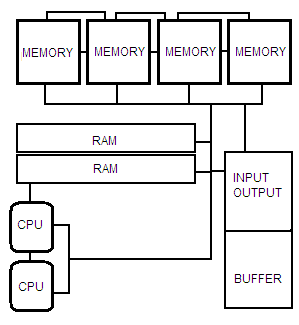
تصميم تصوري لحاسوب منفصل المكونات يتحمل الخلل

أنظمة الحاسوب ذات القدرة على تحمل الخلل هي أنظمة مصممة في إطار مفاهيم تحمل الخلل. وفي جوهرها، فإنها يجب أن تكون قادرة على الاستمرار في العمل بمستوى مرضٍ في وجود أشكال الخلل.

## أنواع تحمل الخلل
تم تصميم معظم أنظمة الحاسوب ذات القدرة على تحمل الخلل لكي تكون قادرة على التعامل مع العديد من الأعطال المحتملة، بما في ذلك الأعطال المتعلقة بالأجهزة مثل أعطال القرص الصلب أو أعطال أجهزة الإدخال أو الإخراج أو غير ذلك من الأعطال المؤقتة أو الدائمة الأخرى؛ أو الأخطاء البرمجية؛ أو الأخطاء البينية بين الأجهزة والبرامج، بما في ذلك أعطال برنامج التشغيل؛ أو أخطاء المشغل مثل الضغط الخطأ على المفاتيح أو التسلسل السيئ للأوامر أو تثبيت برامج غير متوقعة؛ والأضرار المادية أو العيوب الأخرى التي يتعرض لها النظام من مصدر خارجي.
ويمثل تحمل خلل الأجهزة التطبيق الأكثر شيوعًا لهذه الأنظمة حيث أنه مصمم لمنع الأعطال الناتجة عن مكونات الأجهزة. في المعتاد، يكون لدى المكونات نسخ احتياطية متعددة وتنفصل إلى «أجزاء» أصغر تعمل على احتواء الخلل ويتراكم الفائض في جميع الموصلات المادية وإمدادات الطاقة والمراوح وما إلى ذلك. وهناك حزم برامج وأجهزة خاصة مصممة للكشف عن الخلل مثل إخفاء الأعطال وهي وسيلة لتجاهل الأعطال من خلال إعداد مكون احتياطي بسلاسة لتنفيذ شيء ما في أقرب وقت من إرسال التعليمات إليه باستخدام أحد أنواع بروتوكولات التصويت بحيث يتم تجاهل الإخراج المعيب إذا لم يقدم المكون الرئيسي والمكونات الاحتياطية نفس النتائج.
وتقوم تطبيقات تحمل الخلل في البرامج بشكل أكبر على إبطال أخطاء البرمجة باستخدام التكرار في الوقت اللحظي أو البرامج الفرعية الثابتة «الخاصة بحالات الطوارئ» لتحل محل البرامج التي تتعرض للعطل. وهناك العديد من الطرق لإجراء التنظيم للأعطال، وذلك استنادًا إلى التطبيق والأجهزة المتاحة.

## معلومات تاريخية
كان أول حاسوب يتمتع بالقدرة على تحمل الخلل هو سابو (SAPO)، الذي تم تصميمه في عام 1951 في تشيكوسلوفاكيا بواسطة أنتونين سفوبودا (Antonin Svoboda). وكان تصميمه الأساسي عبارة عن أسطوانات مغناطيسية متصلة عبر نقاط اتصال باستخدام طريقة التصويت الخاصة بالكشف عن خطأ الذاكرة. وتم تطوير العديد من الأجهزة الأخرى على طول هذا المسار، ومعظمها كان للاستخدام العسكري. وفي نهاية المطاف، انقسمت هذه الأجهزة إلى ثلاث فئات متميزة: الأجهزة التي من شأنها أن تدوم لفترة طويلة دون أي صيانة مثل تلك الأجهزة المستخدمة في مسابر الفضاء والأقمار الصناعية التابعة لوكالة ناسا؛ وأجهزة الحاسوب التي كانت موثوقة للغاية ولكنها كانت تتطلب مراقبة ثابتة مثل تلك الأجهزة المستخدمة للمراقبة والتحكم في محطات الطاقة النووية أو تجارب أجهزة التصادم الفائقة؛ وأخيرًا أجهزة الحاسوب المزودة بسعة التشغيل الهائلة التي تكون قيد الاستخدام لفترات طويلة مثل العديد من أجهزة الحاسوب العملاقة المستخدمة من قِبل شركات التأمين لرصد الاحتمالات.
ومعظم التطور الذي طرأ على الحوسبة التي تُسمى باسم LLNM (عمر تشغيلي طويل بدون صيانة) تم إجراؤه بواسطة وكالة ناسا أثناء ستينيات القرن الماضي، وذلك تحضيرًا لمشروع أبولو ونواحي بحثية أخرى. وتم إرسال أول جهاز تابع لوكالة ناسا إلى مرصد فضائي، وتم استخدام محاولتهم الثانية، وهو الحاسوب JSTAR، في فوياجر. وكان هذا الحاسوب مزودًا بنسخة احتياطية من مصفوفات الذاكرة لاستخدام طرق استعادة الذاكرة وبالتالي كان يُسمى باسم جهاز كمبيوتر JPL Self-Testing-And-Repairing (جي بي إل ذاتي الفحص والتصليح). وكان يمكنه الكشف عن أخطائه وإصلاحها أو جلب وحدات زائدة حسب الحاجة. ولا يزال هذا الحاسوب يعمل حتى اليوم.